# Grand prix de la musique du syndicat de la critique
 (juin 2021).
Si vous disposez d'ouvrages ou d'articles de référence ou si vous connaissez des sites web de qualité traitant du thème abordé ici, merci de compléter l'article en donnant les références utiles à sa vérifiabilité et en les liant à la section « Notes et références ».
Le grand prix de la musique du Syndicat de la critique est la distinction la plus prestigieuse remise par le Syndicat de la critique dans la catégorie de la musique.

## Palmarès
- 1963/1964 (lyrique) : Wozzeck d'Alban Berg, direction de Pierre Boulez et mise en scène de Jean-Louis Barrault à l'Opéra de Paris, et Zoroastre de Jean-Philippe Rameau, mise en scène d'Henri Doublier et de Michel Rayne à l'Opéra-Comique
- 1963/1964 (chorégraphique) : Cendrillon de Sergueï Prokofiev, mise en scène de Larrain au Théâtre des Champs-Élysées
- 1964/1965 (lyrique) : Prix non décerné
- 1964/1965 (chorégraphique) : Spectacle Stravinsky de Maurice Béjart à l'Opéra de Paris et Compagnie Alvin Ailey au Théâtre des Nations, ex æquo
- 1965/1966 (lyrique) : Prix non décerné
- 1965/1966 (chorégraphique) : Maurice Béjart pour La 9e symphonie de Beethoven au Palais des Sports et Prospective au Théâtre des Champs-Élysées
- 1966/1967 : La Walkyrie de Richard Wagner, direction Georges Sébastian et mise en scène Peter Lehmann à l'Opéra de Paris
- 1967/1968 : Turandot de Giacomo Puccini, direction de Georges Prêtre et mise en scène de Margherita Wallmann à l'Opéra de Paris
- 1968/1969 (lyrique) : Lulu d'Alban Berg, direction de Manuel Rosenthal et mise en scène Louis Ducreux à l'Opéra-Comique
- 1968/1969 (chorégraphique) : Compagnie Antonio Gades au Théâtre des Nations
- 1969/1970 (lyrique) : La Périchole de Jacques Offenbach au Théâtre de Paris
- 1969/1970 (chorégraphique) : Les Ballets de Maurice Béjart au Théâtre national populaire
- 1970/1971 : Prix non décerné
- 1971/1972 : Prix non décerné
- 1972/1973 : Les Noces de Figaro de Mozart, direction de Georg Solti et mise en scène de Giorgio Strehler à l'Opéra de Paris
- 1973/1974 : Elektra de Richard Strauss, direction de Karl Böhm et mise en scène d'August Everding à l'Opéra de Paris
- 1974/1975 : Le Barbier de Séville de Gioachino Rossini, direction de Diego Masson et mise en scène de Luca Ronconi au Théâtre musical d'Angers à l'Odéon
- 1975/1976 : Idoménée de Mozart, direction de Diego Masson et mise en scène de Jorge Lavelli au Théâtre musical d'Angers et au Théâtre des Champs-Élysées
- 1976/1977 : Einstein on the Beach de Bob Wilson et Philip Glass, mise en scène de Bob Wilson et chorégraphie Andrew de Groat au Festival d'Avignon et au Festival d'automne (Salle Favart)
- 1977/1978 : Porgy and Bess de George Gershwin, mise en scène de Jack O'Brien à l'Opéra de Houston et au Palais des congrès
- 1978/1979 : Lulu d'Alban Berg, direction de Pierre Boulez et mise en scène de Patrice Chéreau à l'Opéra de Paris
- 1979/1980 : Le Clou de Monsieur Louis de Françoise Adret et Florence Mothe, au Mai de Bordeaux
- 1980/1981 : Le Grand Macabre de György Ligeti, direction d'Elgar Howarth et mise en scène de Daniel Mesguich à l'Opéra de Paris
- 1981/1982 : La Tragédie de Carmen d'après Georges Bizet et Prosper Mérimée, adaptation de Marius Constant, Jean-Claude Carrière et Peter Brook, mise en scène de Peter Brook, au Théâtre des Bouffes du Nord
- 1982/1983 : Les Boréades de Jean-Philippe Rameau, direction de John Eliot Gardiner et mise en scène de Jean-Louis Martinoty au Festival d'Aix-en-Provence
- 1983/1984 : Moïse et Pharaon de Rossini, direction de Georges Prêtre et mise en scène de Luca Ronconi à l'Opéra de Paris
- 1984/1985 : L'Opéra de Nice, pour l'ouverture de l'Acropolis et l'ensemble de la programmation de son directeur Pierre Médecin
- 1985/1986 : Prix non décerné
- 1986/1987 : Atys de Jean-Baptiste Lully, direction de William Christie et mise en scène de Jean-Marie Villégier, chorégraphie de Francine Lancelot, à l'Opéra de Paris, au Teatro Comunale de Florence et à l'Opéra de Montpellier
- 1987/1988 : Katja Kabanova de Janáček, direction de Jiri Kout et mise en scène de Götz Friedrich à l'Opéra de Paris
- 1988/1989 : Guillaume Tell de Rossini, direction de Paolo Olmi et mise en scène de Pier Luigi Pizzi au Théâtre des Champs-Élysées et à l'Opéra de Nice
- 1989/1990 : The Fairy Queen de Henry Purcell, direction de William Christie et mise en scène d'Adrian Noble au Festival d'Aix-en-Provence
- 1990/1991 : Faust de Charles Gounod, direction de Michel Plasson et mise en scène de Nicolas Joel au Théâtre du Capitole de Toulouse et aux Chorégies d'Orange
- 1991/1992 : Wozzeck d'Alban Berg, direction de Daniel Barenboïm et mise en scène de Patrice Chéreau au Théâtre du Châtelet
- 1992/1993 : Saint François d'Assise d'Olivier Messiaen, direction de Sylvain Cambreling et mise en scène de Peter Sellars à l'Opéra de Paris
- 1993/1994 : La Femme sans ombre de Richard Strauss, direction de Christoph von Dohnanyi et mise en scène d'Andreas Homoki au Grand Théâtre de Genève et au Théâtre du Châtelet
- 1994/1995 : La Petite Renarde rusée de Janáček, direction de Charles Mackerras et mise en scène de Nicholas Hytner au Théâtre du Châtelet
- 1995/1996 : Billy Budd de Benjamin Britten, direction de Gary Bertini et mise en scène de Francesca Zambello à l'Opéra de Paris
- 1996/1997 : Wozzeck de Manfred Gurlitt, direction de Bruno Ferrandis et mise en scène de Marc Adam, au Théâtre des Arts de Rouen et au Théâtre de Caen
- 1997/1998 : Lulu d'Alban Berg, direction de Dennis Russell Davies et mise en scène de Willy Decker à l'Opéra de Paris
- 1998/1999 : Orfeo de Claudio Monteverdi, direction de René Jacobs, mise en scène et chorégraphie de Trisha Brown, au Festival d'Aix-en-Provence et à la La Monnaie de Bruxelles
- 1999/2000 : La Guerre et la Paix de Prokofiev, direction de Gary Bertini et mise en scène de Francesca Zambello à l'Opéra de Paris
- 2000/2001 : La Belle Hélène de Jacques Offenbach, direction de Marc Minkowski et mise en scène de Laurent Pelly au Théâtre du Châtelet
- 2001/2002 : Les Noces de Figaro de Mozart, direction de René Jacobs et mise en scène de Jean-Louis Martinoty au Théâtre des Champs-Élysées
- 2002/2003 : Juliette ou la clé des songes de Bohuslav Martinů, direction de Marc Albrecht et mise en scène de Richard Jones à l'Opéra de Paris
- 2003/2004 : Les Troyens d'Hector Berlioz, direction de John Eliot Gardiner et mise en scène de Yannis Kokkos au Théâtre du Châtelet
- 2004/2005 : Tristan et Isolde de Richard Wagner, direction d'Esa-Pekka Salonen et mise en scène de Peter Sellars à l'Opéra de Paris
- 2005/2006 : Julie de Philippe Boesmans, direction de Kazushi Ōno et mise en scène de Luc Bondy à La Monnaie et au Festival d'Aix-en-Provence
- 2006/2007 : Candide de Leonard Bernstein, direction de John Axelrod et mise en scène de Robert Carsen au Théâtre du Châtelet
- 2007/2008 : De la maison des morts de Leoš Janáček, direction de Pierre Boulez et mise en scène de Patrice Chéreau au Festival d'Aix-en-Provence
- 2008/2009 : Lady Macbeth de Mzensk de Dmitri Chostakovitch, direction de Hartmut Haenchen et mise en scène de Martin Kušej à l'Opéra de Paris
- 2009/2010 : Werther de Jules Massenet, direction de Michel Plasson et mise en scène de Benoît Jacquot à l'Opéra de Paris
- 2010/2011 : Götterdämmerung de Richard Wagner, direction de Marko Letonja et mise en scène de David McVicar, à l'Opéra national du Rhin (avec l'Orchestre philharmonique de Strasbourg)
- 2011/2012 : Remis à la Fondation Royaumont pour son action de formation des jeunes chanteurs à l’occasion de la production de Katja Kabanova de Janáček, direction d'Irène Kudel et mise en scène d'André Engel au Théâtre des Bouffes du Nord
- 2012/2013 : Written on Skin de George Benjamin, direction de George Benjamin et mise en scène : Katie Mitchell au Festival d’Aix-en-Provence
- 2013/2014 : Dialogues des carmélites de Francis Poulenc, direction de Jérémie Rhorer et mise en scène d'Olivier Py au Théâtre des Champs-Élysées
- 2014/2015 : Dardanus de Jean-Philippe Rameau, direction de Raphaël Pichon à la tête de l’Ensemble Pygmalion et mise en scène de Michel Fau à l’opéra de Bordeaux
- 2015/2016 : Orfeo de Luigi Rossi, direction de Raphaël Pichon et mise en scène Jetske Mijnssen, à l'Opéra national de Lorraine
- 2016/2017 : Pelléas et Mélisande de Claude Debussy, direction de Louis Langrée et mise en scène d'Eric Ruf au Théâtre des Champs-Elysées
- 2017/2018 : Le Domino noir, opéra-comique de Daniel-François-Esprit Auber, direction de Patrick Davin et mise en scène de Valérie Lesort et Christian Heck, à l'Opéra Comique
- 2018/2019 : Les Boréades de Jean-Philippe Rameau, direction d'Emmanuelle Haïm à la tête de l’Orchestre et des Chœurs du Concert d’Astrée, mise en scène de Barrie Kosky à l'Opéra de Dijon
- 2019/2020 : Ercole amante de Francesco Cavalli, direction de Raphaël Pichon et mise en scène de Valérie Lesort et Christian Hecq à l'Opéra-Comique
- 2020/2021 : Prix non décerné
- 2021/2022 : Œdipe de Georges Enesco, direction d’Ingo Metzmacher et mise en scène Wajdi Mouawad à l'Opéra de Paris
- 2022/2023 : Manru de Ignacy Jan Paderewski, direction de Marta Gardolińska et mise en scène de Katharina Kastening à l'Opéra national de Lorraine / ex aequo L’Annonce faite à Marie de Philippe Leroux, direction de Guillaume Bourgogne et mise en scène de Célie Pauthe à Angers-Nantes Opéra
- 2023/2024 : Guercœur d’Alberic Magnard, mise en scène de Christof Loy et dir. mus. d’Ingo Metzmacher à Strasbourg et Anthony Fournier à Mulhouse[1]